# Нь
Нь, нь (Н с мягким знаком) — кириллический диграф, используемый в якутском языке для обозначения звука [ɲ]. Считается отдельной 19-й буквой якутского алфавита. Также используется в юкагирском языке на основе якутского алфавита.

## Использование
В якутском алфавите считается отдельной, 19-й буквой и используется для обозначения звука [ɲ].
В долганском языке в алфавит в качестве отдельной буквы не входит и обозначает тот же звук.
В северноюкагирском и южноюкагирском алфавитах, основанных на якутском, нь также считается отдельной буквой и обозначает звук [ɲ].